# Titia de quaestoribus
Titia de quaestoribus va ser un antiga llei romana proposada per Gai Tici, tribú de la plebs l'any 265 aC quan eren cònsols Quint Fabi Màxim Gurges i Luci Mamili Vitul. La llei ordenava duplicar el nombre de qüestors i que les províncies on haguessin d'anar s'adjudiquessin per sorteig.